# جانيت إم. أندرسون
جانيت إم. أندرسون (بالإنجليزية: Janet M. Anderson)‏ هي رسامة أمريكية، ولدت في 1949، وتوفيت في 1996.